# Budai fonódó villamoshálózat
A budai fonódó villamoshálózat közlekedésfejlesztési projekt, melynek célkitűzése a budai villamoshálózat fejlesztése, hiányzó vágányszakaszok megépítésével észak–dél irányú átmenő vonalak létrehozása volt. A fonódó elnevezés egyaránt utal a villamosviszonylatok összefonódására, valamint a Margit híd alatt kiépítendő vágányfonódásra.
A fejlesztés két észak–dél irányú vágánykapcsolat megépítését tűzte ki célul:
- A Széll Kálmán téri ág a volt 18-as villamos végállomásától (a 17-es villamos Széll Kálmán téri megállója) teremtett kapcsolatot a nagykörúti villamosvonal felé, majd arról a Török utcánál leágazva a 17-es villamos vonalára. Ehhez szükség volt a Széll Kálmán téri, korábban csak üzemi menetek által használt vágány átépítésére, a szintén üzemi kapcsolatként használt Török utcai vágánykapcsolat felújítására, illetve a Frankel Leó utcai vágánykapcsolat kiépítésére, amelynek előfeltétele volt a Margit körút vonalában található Frankel Leó utcai gyalogos-aluljáró bontása. A kivitelezés során felújítást kapott a Török utca is.
- A Bem rakparti ág a Batthyány tér és a Margit híd közötti új vonalszakasz kiépítését tartalmazta a 19-es és 41-es villamos számára egy közbenső megállóval a Bem József téren, amelyet a Margit híd alatt vágányfonódással vezettek át. A villamossal így kiváltható lett a 86-os busz forgalma.

Innen a két ág együtt halad tovább a Frankel Leó és Bécsi úton, amelyeket a Tímár utcáig faltól falig felújítottak.

## Előzmények (1971–1981)
A budai villamoshálózat 1972. december 23-án az M2-es metróvonal második szakaszának átadásával és a szentendrei HÉV meghosszabbodásával két részre szakadt: még 1971-ben az építési munkálatok miatt a Batthyány tér és a Margit híd között megszűnt a villamosközlekedés (a 9-est 1972-ben a Batthyány térig vágták vissza), majd a metró átadásához kapcsolódó forgalmi változások miatt a Dél-Budáról Óbuda felé közlekedő járatokat elterelték: a 4-es új északi végállomása a Moszkva (Széll Kálmán) tér, a 18-asé pedig a János Kórház lett. A két megmaradt Frankel Leó úti járat (11, 17) déli végállomását a Margit hídhoz helyezték vissza (1971–1972 között a császárfürdői végállomásig jártak), így azonban nem érték el a metrót, ami miatt a buszjáratok (60, 84, 86, 186) kedvezőbb alternatívának bizonyultak.
1981-ben a buszokkal szinte teljes vonalon párhuzamosan közlekedő 11-est megszüntették, részleges pótlására a 17-est a Bécsi útig hosszabbították. Ez azonban a 11-essel ellentétben az óbudai lakótelep szélén haladt, nem érte el a kerület központját. Ráadásul ugyanekkor elindították a 17-essel teljes vonalon párhuzamosan, de ritkább megállási renddel közlekedő 60-as buszt a Batthyány térig, ezzel a villamosnak gyorsjárati alternatívát kínálva. Így a hangsúly a buszhálózatra terelődött, a villamos a Frankel Leó úti forgalmi dugók miatt nem tudott megfelelő szolgáltatást nyújtani.

## Kivitelezés

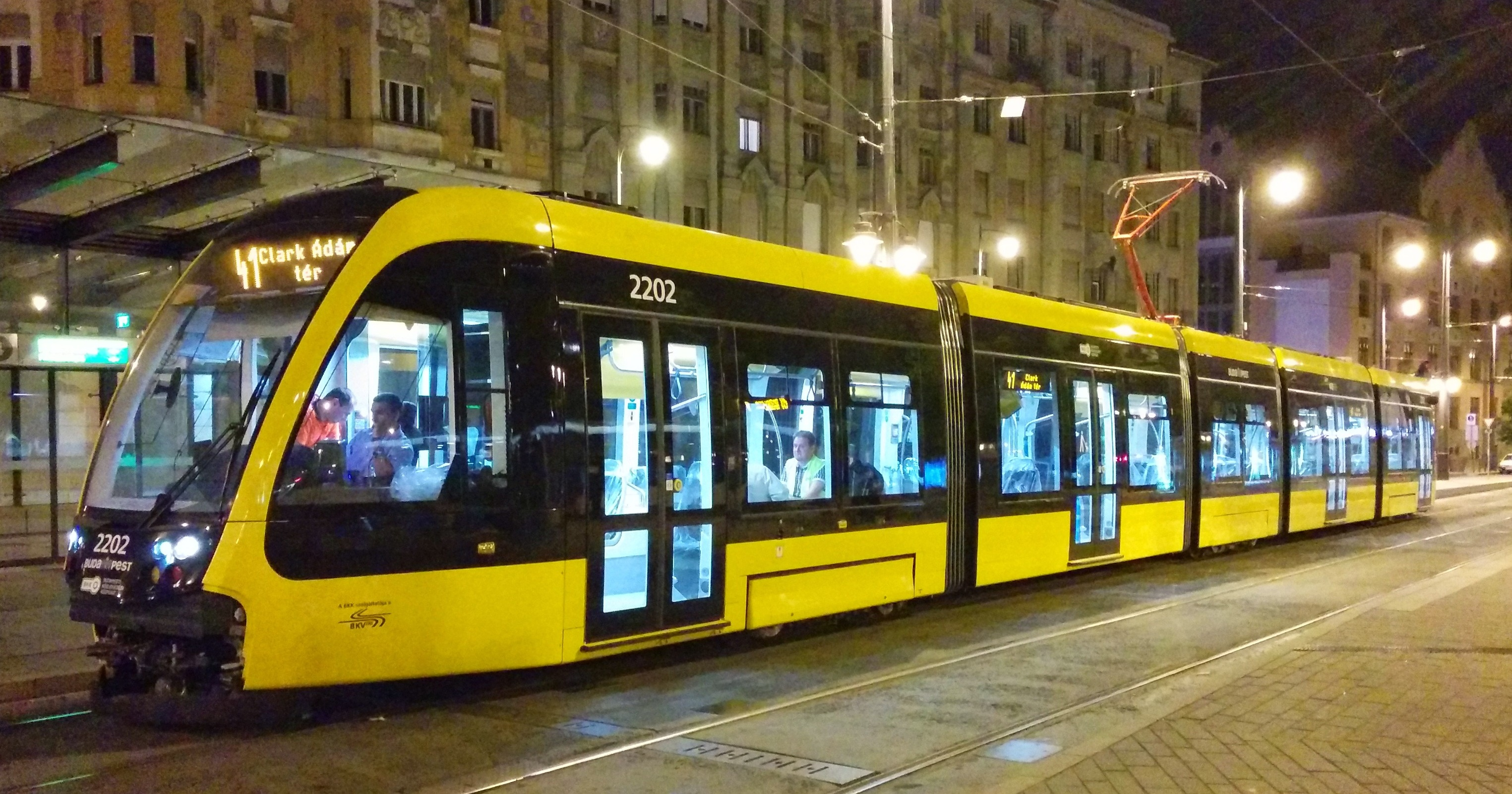
CAF Urbos 3 villamos a Móricz Zsigmond körtéren

A projekt előkészítése 2009-ben kezdődött, a kivitelezés pedig 2014 októberében. A műszaki átadás-átvétel 2015. december 23-án történt meg, az utasforgalom pedig 2016. január 16-án indult meg a fonódó villamoshálózaton.
A fonódó villamos kivitelezése két másik projekttel állt szoros kapcsolatban:
- A kivitelezéssel együtt folyt a Széll Kálmán tér felújítása, melynek során a tér teljes vágányhálózata, gyalogos felülete és az utasforgalmi épületei is megújultak.
- Átépítették a Clark Ádám téri villamosaluljárót, melynek szűk keresztmetszete miatt korábban csak Ganz csuklós villamosok közlekedhettek a budai rakparti villamosvonalon. Az átépítéssel viszont megnyílt a lehetőség Tatra és CAF Urbos 3 villamosok is közlekedésére, melyek 2016 folyamán fokozatosan kiváltották a Ganz villamosokat. Az átépített aluljáróban 2016. március 14-én indult meg a forgalom.

## További fejlesztési tervek
A fonódó villamos további fejlesztési lehetőségei:
- Déli irányú meghosszabbítás az Infoparkig, ahol az 1-es villamoshoz kapcsolódik majd (II. ütem.)[6]
- Északi irányú meghosszabbítás a külső Bécsi úton a Budapest–Esztergom-vasútvonal Aranyvölgy megállóhelyéig
- Az 1981-ben megszűntetett Pacsirtamező utcai villamos visszaépítése Óbuda jobb feltárása érdekében

## Kapcsolódó vonalak
A villamoshálózat átadásával jelentősen módosult egyes villamos- és buszjáratok útvonala.
Megszűnő villamosvonal:
- 18-as villamos

Új villamosvonalak:
- 47B villamos – a Kamaraerdei Ifjúsági Parktól a Deák Ferenc térig közlekedik (reggel kizárólag egy irányban);
- 56-os villamos – Hűvösvölgy és Budafok, Városház tér között közlekedik csúcsidőben (meghosszabbítva a Krisztina körúton át, a 4-es metró miatt ritkább követésű 47-es villamost a Fehérvári úton sűrítve);
- 56A villamos – Hűvösvölgy és a Móricz Zsigmond körtér között közlekedik csúcsidőszakon kívül (a Szent Gellért tér - Krisztina körút útvonalon át);
- 59B villamos – Hűvösvölgy és a Márton Áron tér között közlekedik reggelente.

Módosuló villamosvonalak:
- 17-es villamos – a Bécsi út / Vörösvári út és Savoya Park között közlekedik (a BAH-csomópont érintésével) a Villányi úton és az Alkotás utcán át a Frankel Leó - Bécsi úton át meghosszabbítva;
- 19-es villamos – a Bécsi út / Vörösvári út és a Kelenföld vasútállomás között közlekedik, csúcsidőben sűrítve, összehangolva a 41-essel, a Budai felső rakparton át a Frankel Leó út - Bécsi úton át meghosszabbítva;
- 41-es villamos – a Bécsi út / Vörösvári út és a Kamaraerdei Ifjúsági Park között közlekedik, a Budai felső rakparton át a Frankel Leó - Bécsi úton át meghosszabbítva;
- 61-es villamos – Hűvösvölgy és a Móricz Zsigmond körtér között közlekedik (a BAH-csomópont érintésével) a Villányi úton és az Alkotás utcán át.

Megszűnő autóbuszvonal:
- 86-os busz (Forgalmát a Budai felső rakparti villamosok, azaz 41 és 19, a belső Budafoki úton a 133E busz és Óbudán a 109-es busz vette át.)

Új vagy módosuló autóbuszvonalak:
- 109-es busz – Óbuda, Bogdáni út és a Batthyány tér között közlekedik, a párhuzamos 9-es buszhoz képest jóval ritkább követéssel (a 86-ost kismértékben pótolva);
- 111-es busz – Óbuda, Bogdáni út és a Batthyány tér között közlekedik csúcsidőben (a 86-os kismértékben pótolva a 29-es és 11-es buszt sűrítve);
- 160-as busz – megrövidítve a Békásmegyer, HÉV-állomás és az Óbudai rendelőintézet között közlekedik;
- 260-as busz – megrövidítve a Virágosnyereg út és az Óbudai rendelőintézet között közlekedik;
- 260A busz – megrövidítve a Kocsis Sándor út és az Óbudai rendelőintézet között közlekedik.

## Érdekességek
- Szomorú érdekesség, hogy a fonódó első „teljes” napján [2016. március 14-én, amikor a lánchídi alagutat érintő járatok is először közlekedhettek teljes hosszukban] egy halálos közlekedési baleset „avatta fel” a villamoshálózatot (egy személygépkocsi gázolt halálra egy járókelőt a Bécsi úti végállomás üzemi vágányánál, s a balesetben egy ott álló villamos is részes volt).[7][8]
- A 41-es villamos Bécsi útig történő meghosszabbításával a leghosszabb villamosvonal lett Budapesten, 18,5 kilométeres útvonalával.